# Форт-Джордж (Онтаріо)

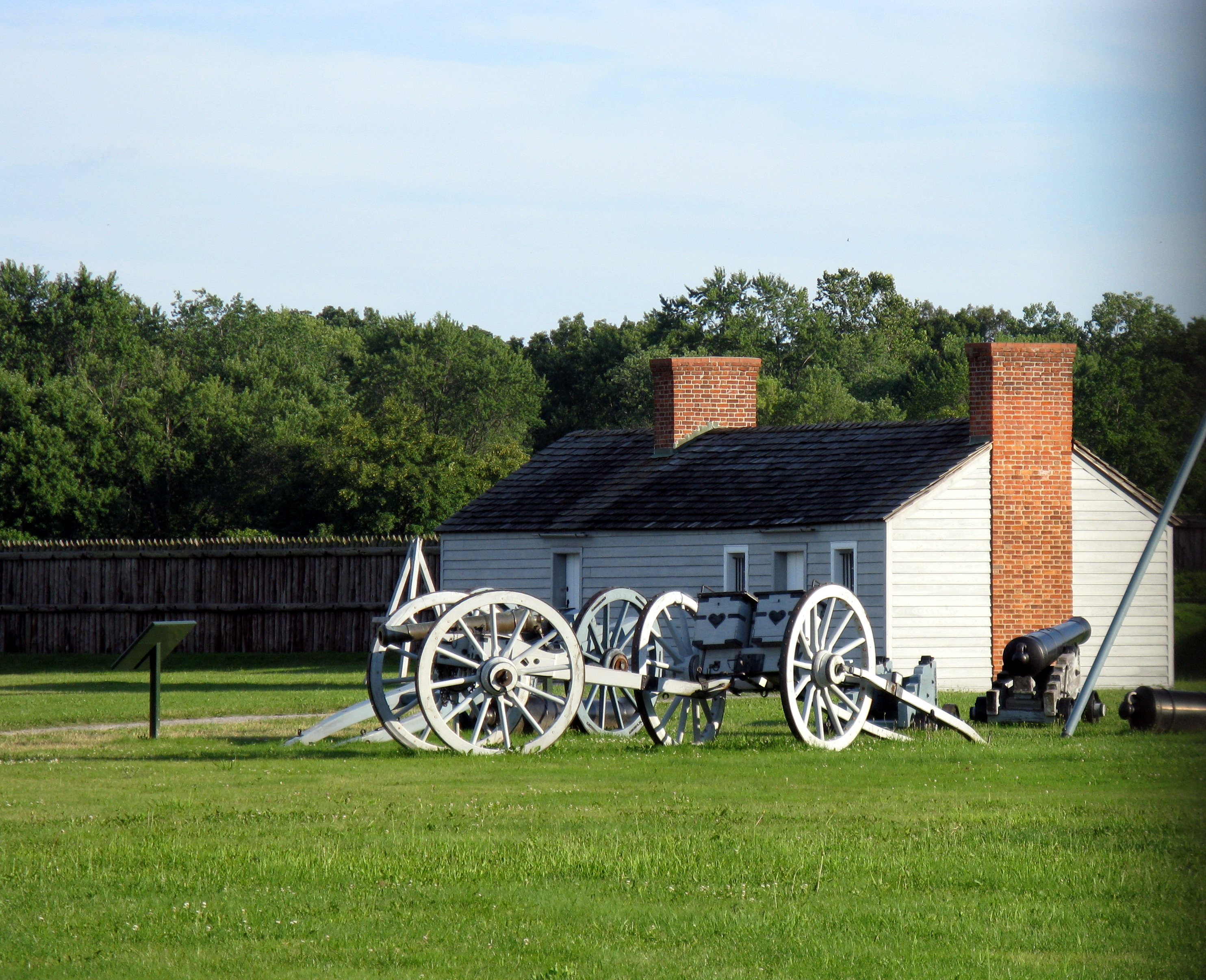

Форт-Джордж — укріплення початку 19 століття при усті річки Ніагара в Ніагара-он-да-Лейк, Канада, яке набуло стратегічного значення під час війни 1812 року зі Сполученими Штатами.
Форт-Джордж був побудований британською армією після того, як форт Ніагара через річку Ніагара був звільнений влітку 1796 року в рамках договору Джея 1794 року зі Сполученими Штатами. Форт на канадському боці у межах прямої видимості з американського форту Ніагара, був укріплений земляними валами та частоколами і був завершений у 1802 році, щоб протистояти загрозі США для Канади. Він став штабом регулярних військ, дислокованих в околиці, та місцевого ополчення.
Цю функцію форт продовжував виконувати після початку війни 1812 року, в той час, як США робили кілька спроб завоювати Канаду. Він служив штаб-квартирою для генерал-майора сера Айзека Брока, британського командувача у Верхній Канаді, коли після його успіхів на заході (завоювання форту Макінак і Детройта) він захищав кордон на річці Ніагара, намагаючись обороняти позиції від вторгнення американської «Центральної армії» під командуванням генерал-майора Стівена Ван Ренсселера. У битві при Квінстон-Гайтс 13 жовтня 1812 року англійці зуміли відбити спробу американського вторгнення і завдати серйозної поразки нападникам, які значно переважали їх, але за цей успіх довелося поплатитися смертю генерала Брока. Після потужного артилерійського обстрілу, який значною мірою знищив форт, переважаючим військам США під командуванням генерал-майора Генрі Дірборна вдалося взяти його 27 травня 1813 р. Невеликий гарнізон під командуванням бригадного генерала Джона Вінсента відступив вглиб країни, втративши 52 вбитими й 360 поранених і зниклими безвісти. Однак спроби американців завоювати звідти Верхню Канаду зазнали невдачі через перемоги британців у битвах біля Стоні-Крік і Бівер-Дем 6 і 24 червня. Наприкінці 1813 року американці покинули канадський берег річки Ніагара, а також відмовилися від Форт-Джорджа під тиском британських військ під керівництвом сера Ґордона Драммонда в грудні того ж року. Захопивши форт Ніагара невдовзі після цього, британці усунули загрозу для свого розташування. Вони зміцнили свої позиції, додатково побудувавши Форт-Місісаґа та казарми Батлера. Ця позиція була успішно утримана влітку 1814 року, коли американці після перемоги в битві при Чіппеві 5 липня знову загрожували форту, в якому оборонялись британські частини під командуванням генерал-майора Фінеаса Ріала. Перемога британців у кривавій битві на Ланді-Лейні 25 липня нарешті покінчила з загрозою.
Форт-Джордж залишався власністю британської армії, а потім і канадських військ, аж до 1965 року. У 1921 році форт Джордж був визнаний національним історичним місцем. У 1930-х роках форт Джордж був відновлений до стану початку 19 століття. Історичний форт зараз утримується Управлінням національних парків Канади, яке використовує його для виставок, історичних реконструкцій та інших відтворень історії періоду війни зі США.